# Lijst van programma's van BNNVARA
Dit is een lijst van Nederlandse televisieprogramma's die werden of worden uitgezonden door de Nederlandse publieke omroep BNNVARA.

## Programma's
Legenda

## 2
|  | programma | periode    | zender(s) | presentatie / vaste medewerkers                           |
|  | --------- | ---------- | --------- | --------------------------------------------------------- |
|  | 2 voor 12 | 1971–heden | NPO 2     | Joop Koopman (1971 - 1981), Astrid Joosten (1991 - heden) |

## 3
|  | programma | periode    | zender(s) | presentatie / vaste medewerkers |
|  | --------- | ---------- | --------- | --- |
|  | 3 op Reis | 2007–heden | NPO 3     | Floortje Dessing (2007–2015), Sebastiaan Labrie (2007–2009), Froukje Jansen (2008–2009), Daphne Bunskoek (2009–2010), Dennis Storm (2009–2016), Patrick Lodiers (2010–2014), Nicolette Kluijver (2010–2013), Geraldine Kemper (2012–2020), Chris Zegers (2012–heden), Katja Schuurman (2013–2014), Evi Hanssen (2014–heden), Jan Versteegh (2015), Nienke de la Rive Box (2016–heden), Maurice Lede (2016–heden), Jennifer Hoffman (2020–heden) en Dzifa Kusenuh (2020–heden) |

## A
|  | programma                                | periode      | zender(s) | presentatie / vaste medewerkers |
|  | ---------------------------------------- | ------------ | --------- | ------------------------------- |
|  | Acda en de Munnik: woorden van een ander | 2023         | NPO 3     | Thomas Acda en Paul de Munnik   |
|  | De Achterkant van het Gelijk             | 2021         | NPO 2     | Alexander Pechtold              |
|  | ANNE+ (Serie)                            | 2018, 2020   | NPO 3     | Onder anderen Hanna van Vliet   |
|  | Au Pairs                                 | 2020 - heden | NPO 3     |                                 |

## B
|  | programma            | periode    | zender(s) | presentatie / vaste medewerkers                                             |
|  | -------------------- | ---------- | --------- | --------------------------------------------------------------------------- |
|  | Bar Laat             | 2024–2025  | NPO 1     | Sophie Hilbrand, Jeroen Pauw Vaste invaller: Tim de Wit                     |
|  | Bij ons op de Wallen | 2024       | NPO 3     |                                                                             |
|  | Boerderij van Dorst  | 2021–heden | NPO 3     | Raven van Dorst                                                             |
|  | BOOS                 | 2016–heden | YouTube   | Tim Hofman                                                                  |
|  | Boven Water          | 2022       |           |                                                                             |
|  | Break Free           | 2016–2019  | NPO 3     | Chris Zegers                                                                |
|  | Buitenhof            | 2017–heden | NPO 1     | Paul Witteman (2017–2018), Hugo Logtenberg (2019) en Twan Huys (2020–heden) |
|  | Bureau Sport         | 2017–2018  | NPO 3     | Frank Evenblij en Erik Dijkstra                                             |
|  | Busje komt zo        | 2021–2022  | NPO 1     | Paul de Leeuw                                                               |
|  | BuZa                 | 2021–2022  | NPO 1     |                                                                             |

## C
|  | programma | periode | zender(s) | presentatie / vaste medewerkers     |
|  | --------- | ------- | --------- | ----------------------------------- |
|  | Chansons! | 2021    | NPO 1     | Matthijs van Nieuwkerk en Rob Kemps |

## D
|  | programma                 | periode    | zender(s)      | presentatie / vaste medewerkers       |
|  | ------------------------- | ---------- | -------------- | ------------------------------------- |
|  | The Dateables             | 2017–heden | NPO 3          |                                       |
|  | De Cirkel                 | 2025       | NPO 2          | Sanne Wallis de Vries                 |
|  | De Uitvlucht              | 2025       | NPO 3          | Max Terpstra                          |
|  | De Diva In Mij            | 2019       | NPO 3          | Envy Peru, Hoax LeBeau en Lady Galore |
|  | De Wankelende Rechtsstaat | 2025       | NPO 2          | Coen Verbraak                         |
|  | Dertigers                 | 2020-2021  | NPO 1 en NPO 3 |                                       |
|  | Dierendokter in het Wild  | 2024       | NPO 3          | Maaike de Schepper                    |
|  | Down the road             | 2021       | NPO 3          | Dieter Coppens                        |

## E
|  | programma     | periode    | zender(s) | presentatie / vaste medewerkers              |
|  | ------------- | ---------- | --------- | -------------------------------------------- |
|  | Even tot hier | 2019–heden | NPO 1     | Niels van der Laan, Jeroen Woe, Miguel Wiels |
|  | Energieman    | 2023       | NPO 2     | Menno Bentveld                               |

## F
|  | programma                | periode    | zender(s) | presentatie / vaste medewerkers            |
|  | ------------------------ | ---------- | --------- | ------------------------------------------ |
|  | Filemon en de complotten | 2021       | NPO 3     | Filemon Wesselink                          |
|  | First Dates              | 2017–heden | NPO 3     | Onder anderen Sergio Vyent en Victor Abeln |

## G
|  | programma                            | periode    | zender(s) | presentatie / vaste medewerkers     |
|  | ------------------------------------ | ---------- | --------- | ----------------------------------- |
|  | De geknipte gast                     | 2020-heden | NPO 2     | Özcan Akyol                         |
|  | Geslacht!                            | 2018       | NPO 3     | Ryanne van Dorst                    |
|  | De gevaarlijkste wegen van de wereld | 2017–2019  | NPO 3     |                                     |
|  | Groen Licht                          | 2017       | NPO 2     | Milouska Meulens en Elena Lindemans |
|  | Grutto!                              | 2023       | NPO 1     |                                     |
|  | De Grote Generatieshow               | 2020       | NPO 1     | Sophie Hilbrand                     |

## H
|  | programma               | periode | zender(s) | presentatie / vaste medewerkers |
|  | ----------------------- | ------- | --------- | ------------------------------- |
|  | Had dan nee gezegd      | 2025    | NPO 3     | Jamie Reuter                    |
|  | Hard Spel               | 2020    | NPO 1     | Richard Groenendijk             |
|  | Het jaar van Douwe Bob  | 2024    | NPO 3     | Douwe Bob                       |
|  | Holland!                | 2018    | NPO 3     | Ryanne van Dorst                |
|  | Hoe slecht is het echt? | 2024    | YouTube   | Max Terpstra                    |
|  | Hotel Hollandia         | 2023    | NPO 1     | Paul de Leeuw                   |
|  | Hotel Sophie            | 2017    | NPO 3     | Sophie Hilbrand                 |

## I
|  | programma                        | periode    | zender(s) | presentatie / vaste medewerkers                  |
|  | -------------------------------- | ---------- | --------- | ------------------------------------------------ |
|  | Ik durf het bijna niet te vragen | 2019–heden | NPO 3     |                                                  |
|  | Ik heb iemand gedood             | 2021       | NPO 3     | Filemon Wesselink                                |
|  | In de ban van goed en fout       | 2024       | NPO 2     | Onno Blom                                        |
|  | In de weg van de olifant         | 2024       | NPO 2     | Jasper Doest                                     |
|  | Het Instituut                    | 2017       | NPO 1     | Joep van Deudekom, Rob Urgert en Sophie Hilbrand |
|  | It's a man's world               | 2019       | NPO 3     | Sophie Hilbrand                                  |

## J
|  | programma              | periode    | zender(s) | presentatie / vaste medewerkers                    |
|  | ---------------------- | ---------- | --------- | -------------------------------------------------- |
|  | Jan de Belastingman    | 2017       | NPO 3     | Jan Versteegh                                      |
|  | Jan Wordt Vader        | 2017       | NPO 3     | Jan Versteegh                                      |
|  | Je zal het maar hebben | 2017–heden | NPO 3     | Tim Hofman (2017–2018) en Jurre Geluk (2019–heden) |
|  | Je zal het maar zijn   | 2018       | NPO 3     | Geraldine Kemper                                   |
|  | Jeuk (Serie)           | 2017–2018  | NPO 3     | Onder anderen Thomas Acda en Peter Heerschop       |

## K
|  | programma                  | periode    | zender(s) | presentatie / vaste medewerkers |
|  | -------------------------- | ---------- | --------- | --- |
|  | De Kalvijnshow             | 2021       | NPO 3     | Kalvijn |
|  | Kanniewaarzijn             | 2017–2019  | NPO 1     | Astrid Joosten |
|  | Kassa                      | 2017–heden | NPO 1     | Brecht van Hulten (2017–2019) en Amber Kortzorg (2020–heden) Belbus: Amber Kortzorg (2017–2019), Renze Klamer (2019) en Sahil Amar Aïssa (2020–heden) |
|  | Khalid & Sophie            | 2021–2023  | NPO 1     | Sophie Hilbrand en Khalid Kasem |
|  | Kies wat                   | 2021       | NPO 3     | Tim Hofman |
|  | De kinderen van Ruinerwold | 2021       | NPO 1     | |
|  | De Kwis                    | 2017–2018  | NPO 3     | Paul de Leeuw, Joep van Deudekom, Rob Urgert, Niels van der Laan en Jeroen Woe                                                                        |

## L
|  | programma           | periode | zender(s) | presentatie / vaste medewerkers |
|  | ------------------- | ------- | --------- | ------------------------------- |
|  | Leven voor de dood  | 2021    | NPO 1     | Patrick Lodiers                 |
|  | Leven naast de dood | 2024    | NPO 1     |                                 |

## M
|  | programma          | periode   | zender(s) | presentatie / vaste medewerkers         |
|  | ------------------ | --------- | --------- | --------------------------------------- |
|  | Matthijs gaat door | 2020–2022 | NPO 1     | Matthijs van Nieuwkerk                  |
|  | Media Inside       | 2021–2023 | NPO 3     | Gijs Groenteman en Marcel van Roosmalen |
|  | Mijn 9/11          | 2021      | NPO 1     | Sinan Can en Floortje Dessing           |

## N
|  | programma             | periode    | zender(s) | presentatie / vaste medewerkers |
|  | --------------------- | ---------- | --------- | ------------------------------- |
|  | Een nacht met mijn ex | 2018       | NPO 3     |                                 |
|  | Nachtdieren           | 2019–heden | NPO 3     | Raven van Dorst                 |
|  | Niemand die het ziet  | 2024       | NPO 2     | Huib Modderkolk                 |
|  | Niet klein te krijgen | 2023–heden | NPO 1     | Paul de Leeuw                   |
|  | Nood                  | 2021       | NPO 1     |                                 |

## O
|  | programma         | periode    | zender(s) | presentatie / vaste medewerkers |
|  | ----------------- | ---------- | --------- | --- |
|  | Oogappels (Serie) | 2019–heden | NPO 1     | Onder anderen Bracha van Doesburgh, Ramsey Nasr, Malou Gorter en Eva Van der Gucht |
|  | Op1               | 2020–2024  | NPO 1     | Erik Dijkstra (2020), Willemijn Veenhoven (2020), Hugo Logtenberg (2020–2023), Sophie Hilbrand (2020–2021), Jeroen Pauw (2020), Fidan Ekiz (2020), Tim Hofman (Invaller, 2020), Astrid Joosten (2020–2021) en Paul de Leeuw (2020–2021) en Nadia Moussaid (2021–2023) |
|  | Over Mijn Lijk    | 2017–heden | NPO 1     | Valerio Zeno (2017–2018) en Tim Hofman (2018–heden) |

## P
|  | programma                 | periode    | zender(s) | presentatie / vaste medewerkers                         |
|  | ------------------------- | ---------- | --------- | ------------------------------------------------------- |
|  | Papi & Penoze             | 2024       | NPO 3     | Papi Mikey Dinero                                       |
|  | Papi & Pimps              | 2025       | NPO 3     | Papi Mikey Dinero                                       |
|  | Pauw & De Wit             | 2025–0000  | NPO 1     | Jeroen Pauw, Tim de Wit                                 |
|  | Pauws verkiezingsdebatten | 2021       | NPO 1     | Jeroen Pauw                                             |
|  | Per Seconde Wijzer        | 2017–heden | NPO 2     | Kees Driehuis (2017–2018) en Erik Dijkstra (2018–heden) |
|  | Proefkonijnen             | 2020       | NPO 3     | Jurre Geluk en Kaj van der Ree                          |
|  | De Psycho Show            | 2019       | NPO 3     |                                                         |

## R
|  | programma        | periode    | zender(s) | presentatie / vaste medewerkers |
|  | ---------------- | ---------- | --------- | --- |
|  | Rad van het Jaar | 2020-2023  | NPO 1     | Frank Evenblij |
|  | Rambam           | 2017–heden | NPO 3     | Lars Gierveld (2017–2018), Yora Rienstra (2017–heden), Nesim Ahmadi (2017), Krista Arriëns (2017), Gwen Pol (2018), Veras Fawaz (2018), Filemon Wesselink (2019–heden), Sahil Amar Aïssa (2019–heden) en Sophie Frankenmolen (2019–heden) |
|  | Red Light        | 2021       | NPO 1     | Onder anderen Carice van Houten, Halina Reijn en Maaike Neuville |
|  | Rijk!            | 2018       | NPO 3     | Jan Versteegh |
|  | Risky Rivers     | 2017       | NPO 3     | |

## S
|  | programma                      | periode          | zender(s)       | presentatie / vaste medewerkers |
|  | ------------------------------ | ---------------- | --------------- | --- |
|  | Scheefgroei                    | 2021-heden       | NPO 1           | Jeroen Pauw |
|  | Sluipschutters                 | 2017, 2019, 2021 | NPO 3           | Onder anderen Ronald Goedemondt, Bas Hoeflaak, Leo Alkemade en Jochen Otten                                                                                  |
|  | Snobs & Sloebers               | 2018             | NPO 3           | Jan Versteegh |
|  | Sophie & Jeroen                | 2024             | NPO 1           | Sophie Hilbrand en Jeroen Pauw |
|  | Sophie in de Mentale Kreukels  | 2018             | NPO 3           | Sophie Hilbrand |
|  | Spaanders                      | 2021             | NPO 1           | Patrick Lodiers |
|  | De S.P.E.L.show                | 2018–2020        | NPO 1           | Astrid Joosten |
|  | Spuiten en Slikken             | 2017–2018        | NPO 3           | Gwen van Poorten (2017–2018), Emma Wortelboer (2017–2018), Sahil Amar Aïssa (2017–2018), Nellie Benner (2017), Rens Polman (2017) en Jurre Geluk (2017–2018) |
|  | Steken en prikken              | 2021-heden       | YouTube / NPO 3 | Jurre Geluk en Emma Wortelboer |
|  | Steken en prikken: Op vakantie | 2023             | YouTube / NPO 3 | Jurre Geluk en Emma Wortelboer |

## T
|  | programma         | periode    | zender(s) | presentatie / vaste medewerkers                         |
|  | ----------------- | ---------- | --------- | ------------------------------------------------------- |
|  | Terug in het Wild | 2020-2024  | NPO 2     |                                                         |
|  | The Connection    | 2022       | NPO 1     | Matthijs van Nieuwkerk, Patrick Lodiers                 |
|  | Trippers          | 2017–2019  | NPO 3     | Tim Hofman, Maurice Lede, Emma Wortelboer en Eva Cleven |
|  | Tropenjaren       | 2022-heden | NPO 3     | Jelka van Houten, Henry van Loon                        |
|  | True Selfie       | 2018       | NPO 3     |                                                         |
|  | Typisch...!       | 2018–heden | NPO 2     |                                                         |

## V
|  | programma               | periode    | zender(s)      | presentatie / vaste medewerkers |
|  | ----------------------- | ---------- | -------------- | ------------------------------- |
|  | Venny en de Bims        | 2023       | YouTube / ZAPP |                                 |
|  | Verslaafd aan Verliezen | 2023       | YouTube        | Max Terpstra                    |
|  | Verward                 | 2024       | NPO 3          | Jessica Villerius               |
|  | Vier handen op één buik | 2017–heden | NPO 3          | Onder anderen Tatum Dagelet     |
|  | De vooravond            | 2020–2021  | NPO 1          | Fidan Ekiz en Renze Klamer      |
|  | Vrouw op Mars           | 2018       | NPO 2          | Fidan Ekiz                      |

## W
|  | programma                          | periode   | zender(s) | presentatie / vaste medewerkers |
|  | ---------------------------------- | --------- | --------- | ------------------------------- |
|  | Wat verdien je?                    | 2021      | NPO 1     | Astrid Joosten                  |
|  | De Wereld Draait Door              | 2017–2020 | NPO 1     | Matthijs van Nieuwkerk          |
|  | Het wetenschappelijk jaaroverzicht | 2021      | NPO 1     | Matthijs van Nieuwkerk          |

## Z
|  | programma | periode    | zender(s) | presentatie / vaste medewerkers |
|  | --------- | ---------- | --------- | ------------------------------- |
|  | Zembla    | 2017–heden | NPO 2     |                                 |
|  | Zorgen    | 2025       | NPO 3     |                                 |